# Fährschiff Stralsund
Das Fährschiff Stralsund (ex Stralsund) wurde 1890 für die Strelasundquerung, die Verbindung von Stralsund nach Altefähr in Dienst gestellt. Zuletzt war es bis 1990 in Wolgast im Einsatz. Seit dem 11. März 2017 liegt das älteste erhaltene Eisenbahndampffährschiff der Welt als technisches Denkmal im Stadthafen Wolgast.

## Geschichte
Das Schiff wurde mit der Baunummer 440 bei der F. Schichau GmbH in Elbing gebaut. Das Königlich-Preußische Eisenbahnmaschinenamt stellte die Stralsund am 20. Dezember 1890 als drittes Fährschiff der Trajektanbindung zwischen Stralsund Hafen und Gralhof bei Altefähr in Dienst. Nachdem gegen Ende des 19. Jahrhunderts wegen des stark gestiegenen Güterverkehrs zur Insel Rügen größere Fähren auf dem Strelasund zum Einsatz kamen, wurde die Stralsund um 1901 nach Swinemünde verlegt.
Dort diente sie auf der Verbindung zwischen den Inseln Usedom und Wollin. Das auch als Eisbrecher nutzbare Schiff wurde in den Wintermonaten zum Eisfreihalten der Kaiserfahrt und der Swine eingesetzt. Auch zur Freihaltung des Sassnitzer Fährbeckens kam die Stralsund zum Einsatz. Als am 20. Februar 1915 das schwedische Eisenbahnfährschiff Drottning Victoria vor Stubbenkammer auf Grund lief, nahm die Stralsund an der Rettungsaktion teil und holte die Fahrgäste von Bord.
Am 1. Oktober 1924 ging das Fährschiff in den Besitz der Deutschen Reichsbahn über und wurde der Reichsbahndirektion Stettin unterstellt. Im Jahr 1926 wurden bei der AG Vulcan Stettin größere Reparaturen ausgeführt; dabei wurde das Schiff um einen Meter verlängert, um größere Packwagen transportieren zu können.
Von Herbst 1936 an wurden mit dem Fährschiff Baumaterialien zur Heeresversuchsanstalt Peenemünde transportiert. Von Sassnitz aus wurden geheime Transporte von Technik und Anlagen durchgeführt. Auch die Raketenversuchsanlagen auf der Greifswalder Oie wurden durch die Stralsund mit Material versorgt. Die Bombardierung Peenemündes in der Nacht zum 18. August 1943 überstand das Schiff ohne Schäden.

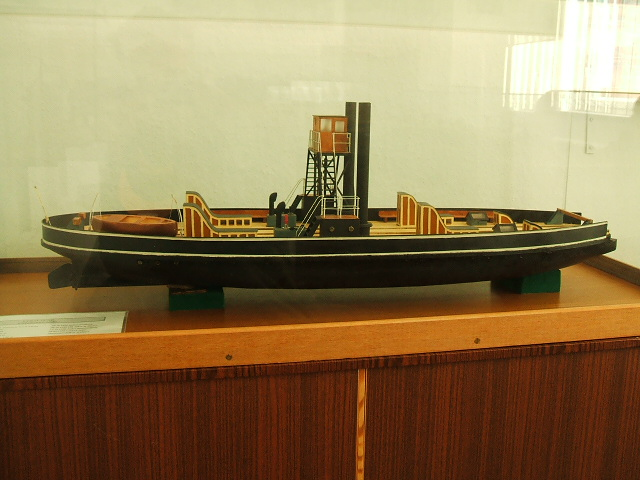
Modell im Stralsunder Marinemuseum

Als am 28. April 1945 die abrückenden deutschen Truppen die Hubbrücke Karnin und die Wolgaster Peenebrücke sprengten, sollte auch das Fährschiff zerstört werden. Der Kapitän Rudolf Kleiner und der Obermaschinist Schmidt verhinderten die Sprengung. Zusammen mit anderen Hilfsschiffseinheiten suchten sie Zuflucht in der Zicker See bei der rügischen Halbinsel Mönchgut.
Im Auftrag der Sowjetischen Militäradministration in Deutschland wurden von 1945 bis 1949 Transportfahrten mit Teilen der Heeresversuchsanstalt nach Stettin beziehungsweise Swinemünde durchgeführt. Bei der Greifswalder Oie wurde nach versunkenen Testraketen gesucht. Mit der Grenzziehung westlich von Swinemünde auf der Potsdamer Konferenz verlor die Insel Usedom ihre letzte Eisenbahnverbindung zum Festland. Sowjetische Pioniertruppen errichteten daher im Wolgaster Hafen und auf der Insel Usedom Fähranleger. Nachdem Kapitän Kleiner mit der Stralsund bisher häufig Swinemünde, Stralsund und Greifswald angesteuert hatte, kam die Fähre ab Sommer 1946 auch wieder zur Personen- und Güterbeförderung von Wolgast zur Insel Usedom zum Einsatz. Im September 1949 fuhr die Fähre letztmals nach Stettin und Swinemünde, dann wurde sie an die Deutsche Reichsbahn übergeben.
Bis 1990 wurde das Fährschiff nur noch auf der Verbindung Wolgast Hafen – Wolgaster Fähre eingesetzt. Als der Zustand der Dampfmaschinen sich trotz Wartungsarbeiten auf der Wolgaster Peenewerft in den 1980er Jahren soweit verschlechterte, dass ein weiterer Betrieb als zu großes Risiko eingeschätzt wurde, wurden die Dampfmaschinen 1986 zur Reparatur in die Schiffswerft Laubegast gebracht. Die Fähre wurde zum technischen Denkmal erklärt. Der Fährbetrieb wurde aber fortgesetzt, indem der Schlepper Rassow die Stralsund über die Peene bugsierte. Nachdem am 26. Oktober 1990 das hundertjährige Dienstjubiläum des Eisenbahndampffährschiffes Stralsund gefeiert werden konnte, folgte am 13. Dezember 1990 die letzte Dienstfahrt. Die Reichsbahn war nicht bereit, weitere Reparaturen durchführen zu lassen. Die noch nicht reparierten Dampfmaschinen wurden aus Laubegast zurückgeholt. Die Stralsund wurde am 31. Dezember 1991 offiziell außer Dienst gestellt.
1992 wurde die Stadt Wolgast Eigentümer des Fährschiffes. Unter Aufsicht der Denkmalschutzbehörde wurden im Frühjahr 1993 durch regionale Fachfirmen und ABM Reparaturarbeiten durchgeführt. Die Umrüstung des Zugbestandes auf der Insel Usedom machte in den Jahren 1993 bis 1995 nochmals eine Reaktivierung als Eisenbahnfähre (Trajekt) erforderlich. Ab Juni 1997 lag das nunmehr Fährschiff Stralsund genannte Schiff im Wolgaster Museumshafen und konnte dort besichtigt werden. Im März 2017 wurde es in den Wolgaster Stadthafen verholt.
Ende 2018 begann eine Unterwasserkonservierung in der Wolgaster Peenewerft. Dadurch soll die Schwimmfähigkeit des Schiffes erhalten bleiben, damit es weiter als Museumsschiff genutzt werden kann.

## Technische Daten
Typisch für eine Einendfähre wurde das Schiff über den Bug be- und entladen. Die Fähre ist, seit der Verlängerung um einen Meter, 37,46 Meter lang und 9,80 Meter breit. Der Tiefgang beträgt unbeladen 1,23 Meter und beladen 1,88 Meter. Die Wasserverdrängung beträgt 192,5 Tonnen unbeladen und 337,4 Tonnen beladen. Mit den beiden Zweifachexpansionsdampfmaschinen, die jeweils maximal 112,5 Pferdestärken (83 Kilowatt) leisteten, erreichte die Stralsund eine Geschwindigkeit von acht Knoten. Das 32 Meter lange Gleis bot Platz für drei zweiachsige Reisezug- oder bis zu vier Güterwagen. Bei der Personenbeförderung konnte das Schiff bis zu 300 Fahrgäste aufnehmen.

## Förderverein Dampf-Eisenbahnfährschiff und Theaterschiff
Der Förderverein Dampf-Eisenbahnfährschiff Stralsund e. V. wurde 2014 gegründet. Er hat sich den Erhalt des Schiffes zur Aufgabe gemacht. Ziel ist es, einerseits den Verfall des Schiffes zu verhindern und andererseits im Rahmen der technischen Möglichkeiten bestimmte Anlagen auf dem Schiff wieder in Betrieb nehmen zu können. So wurde bislang das äußere Erscheinungsbild des technischen Denkmals aufgefrischt und auch die Frischwasseranlage wieder in Betrieb genommen.
Neben der technischen Instandsetzung wurde das Schiff auch als Theaterschiff genutzt.
Seit dem Jahr 2015 bietet der Förderverein auch einen individuellen Briefmarkensatz zur Freimachung bei der Deutschen Post und einen Ersttagsbrief mit Abbildungen des Schiffs an.

## Galerie

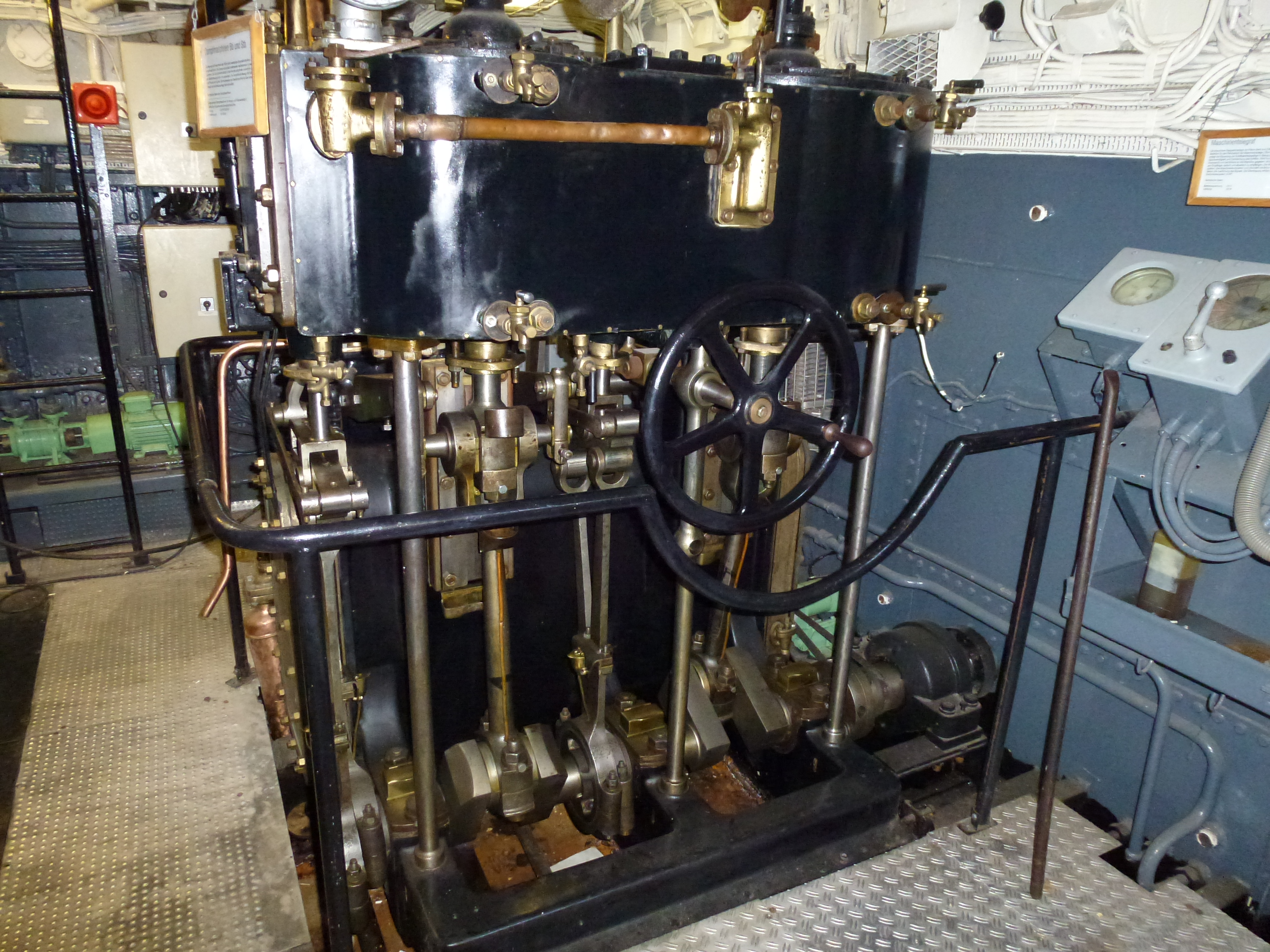
Dampfmaschine
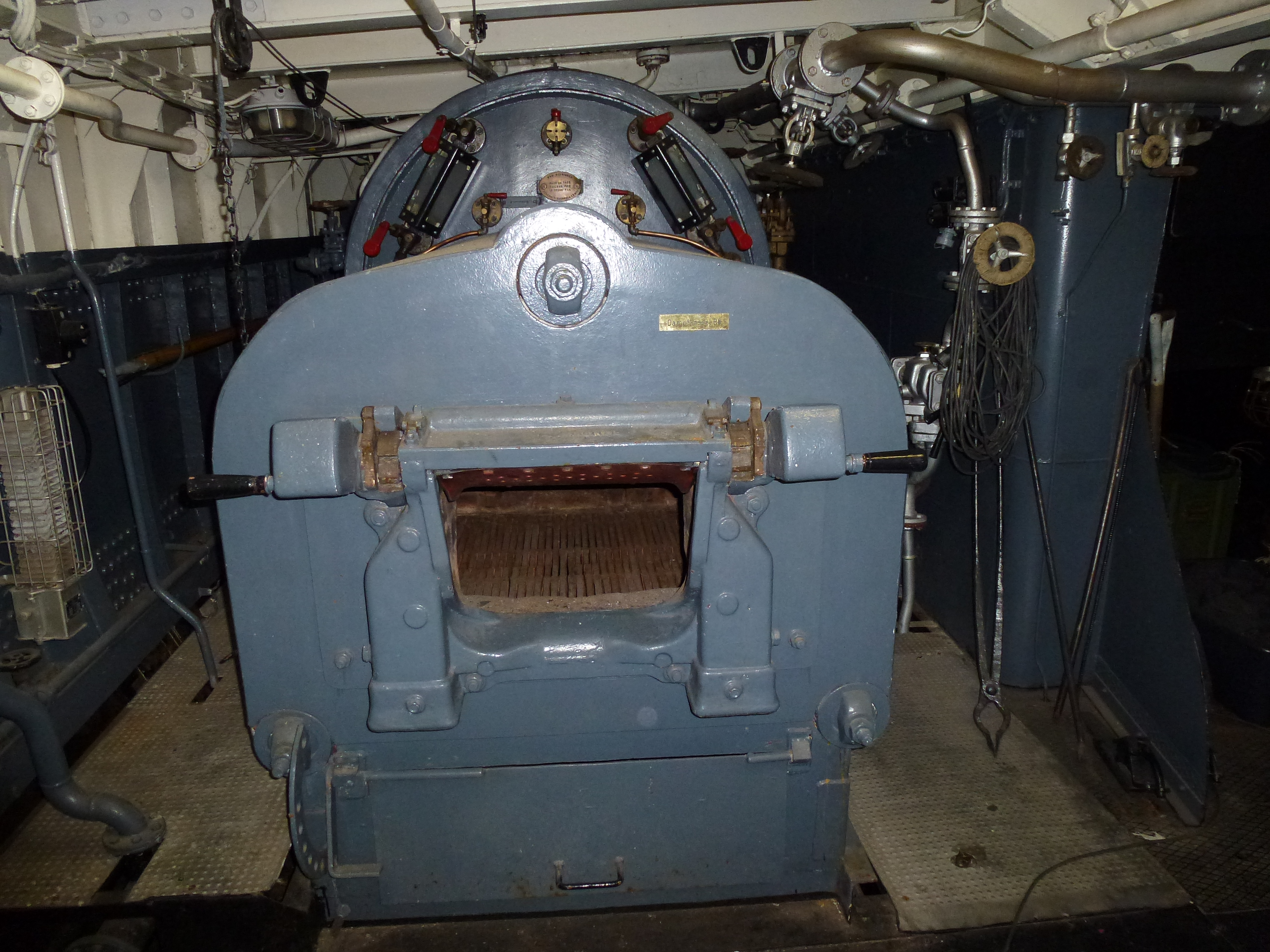
Kessel mit Marcotty-Feuertür
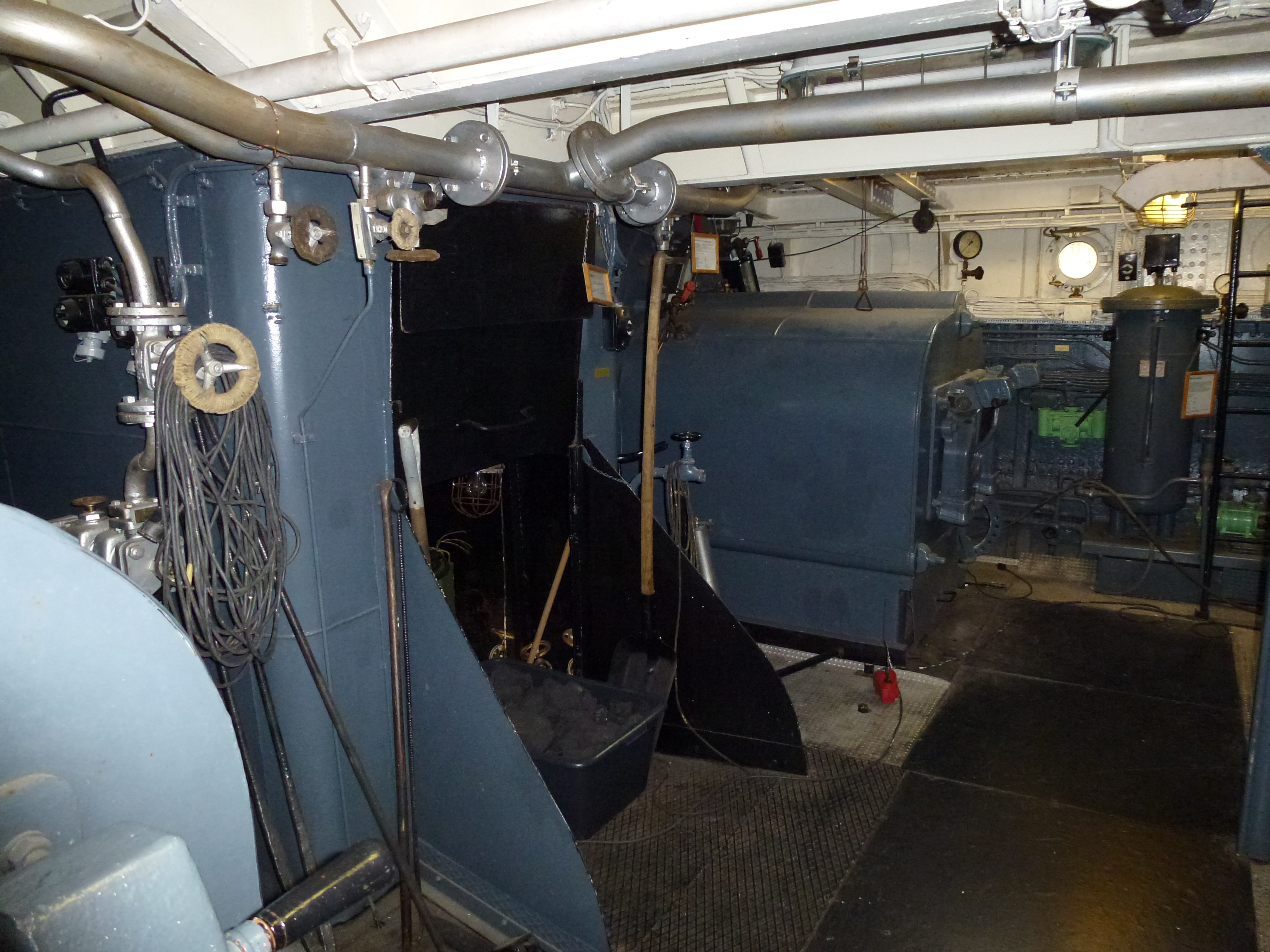
Kesselraum mit Kohlebunker
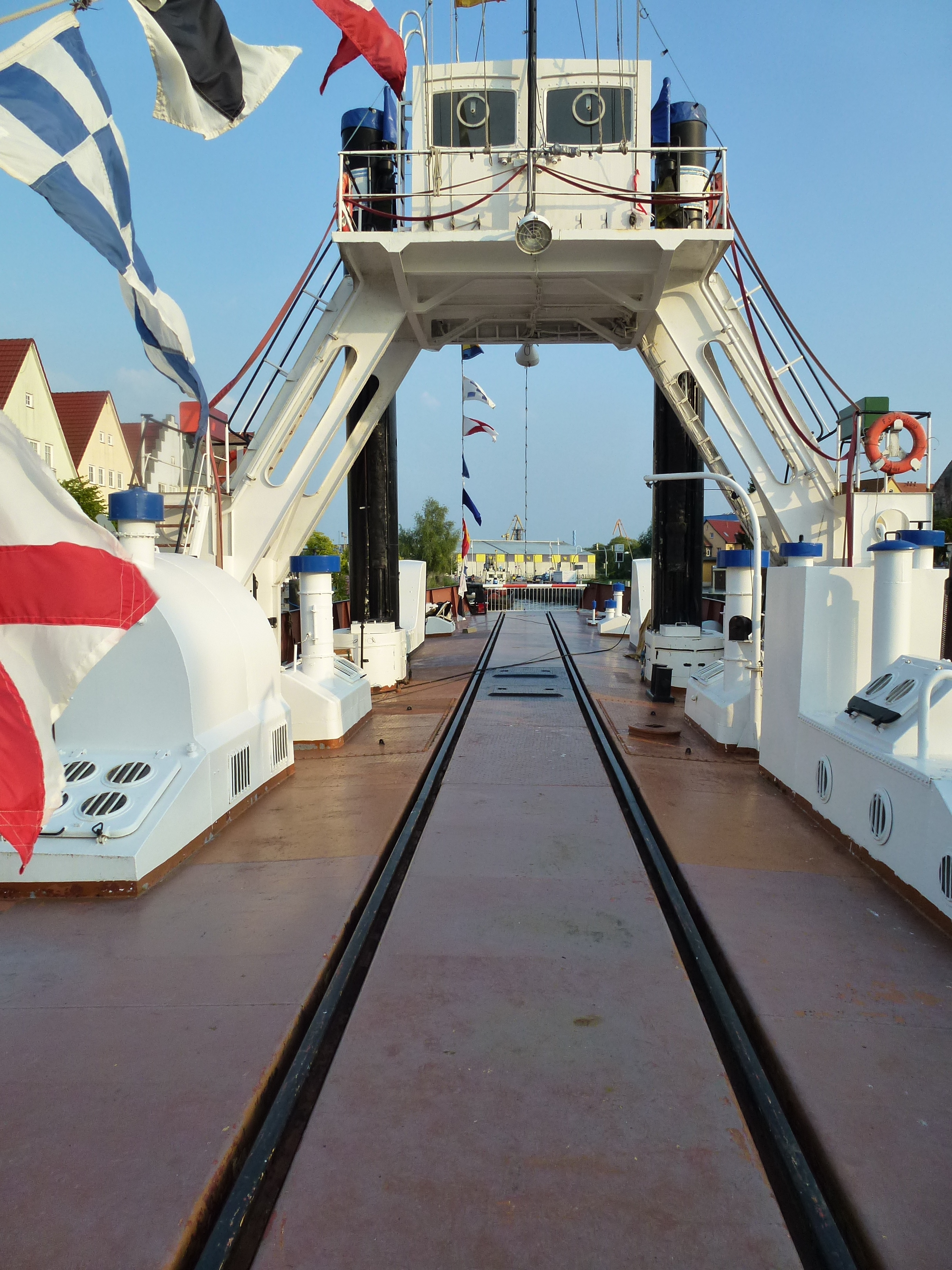
Oberdeck mit Ruderhaus
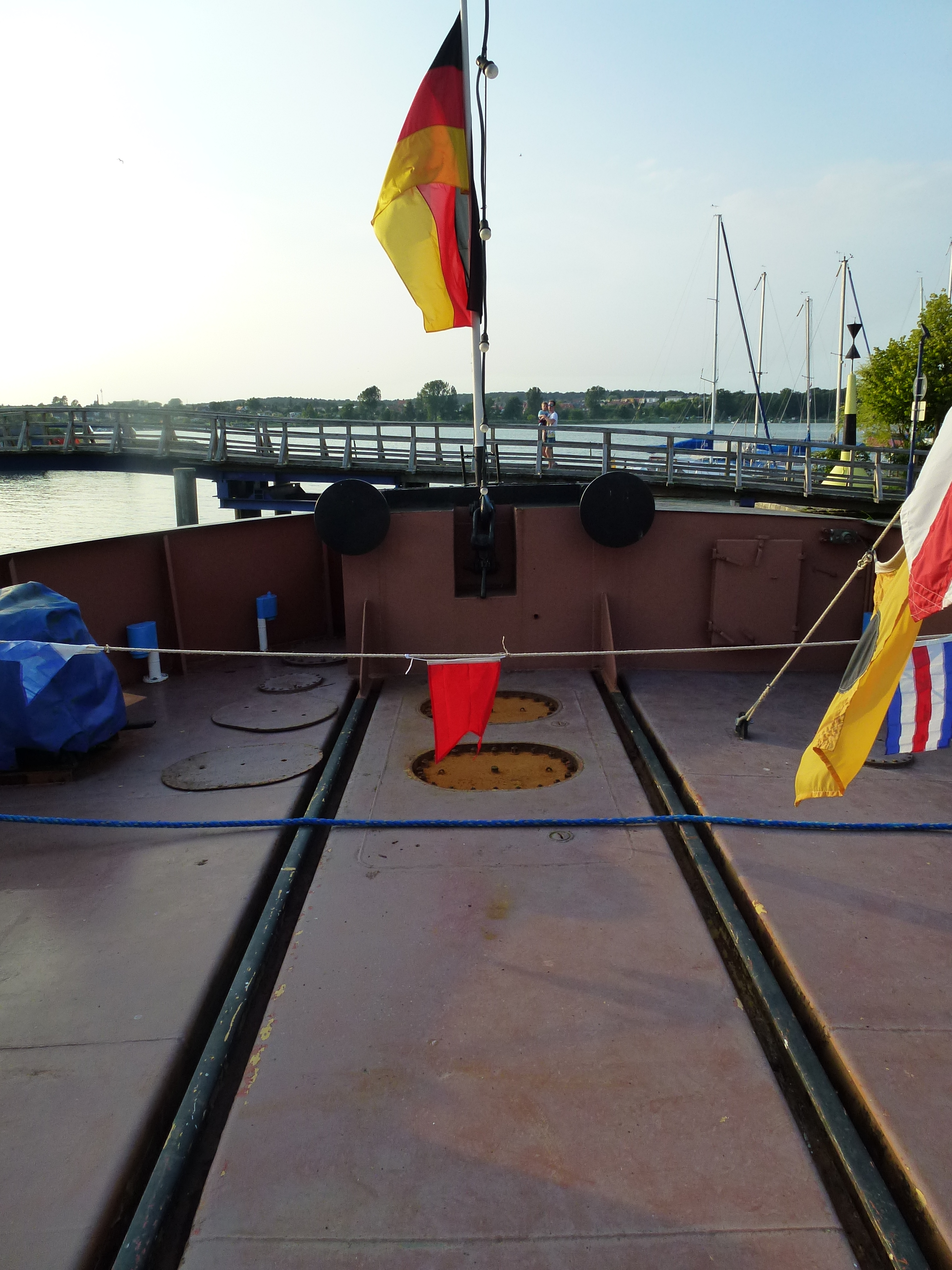
Prellbock am Heck